# 英国领事署旧址
英国领事署旧址，位于中国广东省汕头市濠江区礐石街道礐石社区石海旁路5号，为汕头市的一个省级文物保护单位，类型为近现代重要史迹及代表性建筑，公布时间为2019年4月。
英国领事署旧址的历史年代为1862年。